# RTI-353

RTI(-4229)-353 یک داروی مشتق از فنیل‌تروپان است که به عنوان یک مهارکننده انتخابی بازجذب سروتونین(SSRI) عمل می‌کند.

## همچنین ببینید
- RTI-83
- تروپاریل
- تروپین
- تروپینون